# Pogonoscopus lenis
Pogonoscopus lenis är en insektsart som beskrevs av Jacobi 1909. Pogonoscopus lenis ingår i släktet Pogonoscopus och familjen dvärgstritar. Inga underarter finns listade i Catalogue of Life.